# Zollverein

De opkomst van de Zollverein tot 1834 en de ontwikkeling sindsdien

De Deutscher Zollverein (Duits Tolverbond, ook in het Nederlands doorgaans kortweg Zollverein genoemd) was een vereniging van Duitse staten ter bevordering van handel en industrie.

## Geschiedenis
Sinds de napoleontische oorlogen deed het streven naar politieke en economische eenheid in de vele Duitse staten en staatjes opgeld. Tollen en handelsrechten belemmerden de economische groei in het tijdperk van de Industriële revolutie. Het geïndustrialiseerde westen van Duitsland achtte een protectionistische koers wenselijk, terwijl het agrarische oosten voor vrijhandel pleitte.
Om deze versplintering in ieder geval in economisch opzicht tegen te gaan, ging Pruisen over op een gematigde vrijhandel en nam het enkele enclaves op in zijn tolgebied. Hieruit werd in 1828 met Hessen-Darmstadt de Norddeutscher Zollverein gevormd. Om een tegenwicht te bieden tegen de groeiende Pruisische hegemonie vormden Beieren en Württemberg datzelfde jaar de Süddeutscher Zollverein, die in 1829 een handelsverdrag met de Norddeutscher Zollverein sloot. De eveneens in 1828 gevormde Mitteldeutscher Handelsverein bestond uit Saksen, Hannover, Hessen-Kassel, de meeste Thüringse staten, Brunswijk, Oldenburg, Nassau en Frankfurt am Main. Deze kon niet op tegen de meer aantrekkelijke Norddeutscher Zollverein en werd in 1831 weer opgeheven toen Hessen-Kassel zich bij daarbij aansloot. Dit maakte de weg voor een algemene vereniging vrij.
Na lang onderhandelen trad op 1 januari 1834 conform het verdrag van 22 maart 1833 de Beiers-Württembergse Zollverein toe tot de Pruisisch-Hessische en in mei ook de Thüringse staten (Zoll- und Handelsverein der Thüringischen Staaten), zodat de Deutscher Zollverein ontstond. Hannover, Oldenburg, Brunswijk en Lippe verenigden zich in datzelfde jaar tot de Steuerverein. In 1835 traden Hessen-Homburg, Baden en Nassau toe tot de Zollverein, in 1836 Frankfurt, in 1838 Waldeck en in 1841 en 1842 Lippe, Brunswijk en Luxemburg. In 1842 omvatte de Zollverein 28 staten met 25 miljoen inwoners. Aangezien Oostenrijk hier volledig buiten bleef, werkte het tot stand komen van dit tolverbond mee aan het realiseren van de Klein-Duitse oplossing. Pogingen van Oostenrijk de Zollverein te doen opheffen, mislukten.
Deze Duitse economische zone, die was voorbereid door de econoom Friedrich List (1789-1846), was beslissend voor de groei van productie en handel in Duitsland en bevorderde de industrialisering en staatsinkomsten. Sinds 1839 sloot de Zollverein handelsovereenkomsten met andere landen, in 1844 met België, in 1851 met Nederland, in 1862 met Frankrijk en in 1865 met het Verenigd Koninkrijk.
De Zollverein hield op te bestaan met de stichting van het Duitse Keizerrijk in 1871, waarvoor het aan de economische vereisten had voldaan. Sindsdien voerde de rijksregering de handelspolitiek.

## Gebieden van de Zollverein

### Lid van de Zollverein op 1 januari 1834
1. Pruisen met de staten en enclaves: 
  1. Anhalt-Bernburg
  2. Anhalt-Dessau
  3. Anhalt-Köthen
  4. Waldeck
  5. Enclaves van Schwarzburg-Rudolstadt)
  6. Enclaves van Schwarzburg-Sondershausen)
  7. Enclave Allstedt (van Saksen-Weimar-Eisenach)
  8. Enclave Oldisleben (van Saksen-Weimar-Eisenach)
  9. Enclave Rossow (van Mecklenburg-Schwerin)
  10. Enclave Netzeband (van Mecklenburg-Schwerin)
  11. Enclave Schönberg (van Mecklenburg-Schwerin)
  12. Enclave Volkenroda (van Saksen-Coburg en Gotha)
  13. Enclave Meisenheim (van Hessen-Homburg)
  14. Enclave Birkenfeld (van Oldenburg)
2. Hessen-Darmstadt
3. Hessen-Kassel (zonder Schaumburg)
4. Beieren met:
  1. Enclave Königsberg (van Saksen-Coburg en Gotha)
5. Württemberg met:
  1. Hohenzollern-Sigmaringen
  2. Hohenzollern-Hechingen
6. Saksen
7. Zoll- und Handelsverein der Thüringischen Staaten, dus:
  1. Saksen-Weimar-Eisenach
  2. Saksen-Coburg en Gotha
  3. Saksen-Meiningen
  4. Saksen-Altenburg
  5. Schwarzburg-Rudolstadt  (zonder exclaves, zie Pruisen)
  6. Schwarzburg-Sondershausen (zonder exclaves, zie Pruisen)
  7. Reuss-Greiz
  8. Reuss-Schleiz
  9. Reuss-Lobenstein-Ebersdorf
  10. Schmalkalden (van Hessen-Kassel)
  11. Stad en district Erfurt (van Pruisen)

### Toegetreden na 1 januari 1834
1. Hessen-Homburg
2. Baden (zonder een deel van de Klettgau)
3. Nassau
4. Frankfurt am Main
5. Lippe
6. Brunswijk
7. Schaumburg-Lippe
8. Hannover
9. Oldenburg
10. Luxemburg

### Niet toegetreden
1. Mecklenburg-Strelitz
2. Mecklenburg-Schwerin
3. Sleeswijk-Holstein (Oostenrijks-Pruisisch condominium)
4. Liechtenstein
5. Hanzestad Hamburg
6. Hanzestad Bremen
7. Hanzestad Lübeck
8. Vorstendom Lübeck (van Oldenburg)
9. Oostenrijk (later uitgezonderd Jungholz en het Kleinwalsertal)

### Door de grondwet van deNoord-Duitse Bondop 1 juli 1867 toegetreden
1. Mecklenburg-Strelitz
2. Mecklenburg-Schwerin
3. Sleeswijk-Holstein (inmiddels Pruisisch)
4. Vorstendom Lübeck (van Oldenburg)

"Zollanschlussgebiete":
1. Jungholz (van Oostenrijk)
2. Kleinwalsertal (van Oostenrijk)

### Nog steeds buiten de Zollverein
1. Hanzestad Hamburg
2. Hanzestad Bremen
3. Hanzestad Lübeck
4. Liechtenstein
5. Oostenrijk

### Artikelen 3, 4, 5, 10 t/m 20 en 22 van hetZollvereinsvertragniet van toepassing op
1. In Pruisen:
  1. Drenikow
  2. Porep
  3. Suckow
  4. Groß-Menow
  5. Zettemin met:
    1. Peenwerder
    2. Duckow
    3. Rottmannshagen
    4. Rützenfelde
    5. Karlsruh
    6. Pinnow

  6. Geestemünde
  7. Fort Wilhelm in Bremerhaven
  8. Altenwerder
  9. Krusenbusch
  10. Finkenwerder
  11. Finkenwerderblumensand
  12. Kattwieck
  13. Hohenschaar
  14. Overhacken
  15. Neuhof
  16. Wilhelmsburg
  17. Kirchwerder
  18. Aumund
2. Mecklenburg-Schwerin (uitgezonderd exclaves in Pruisen)
  1. Rossow
  2. Netzeband
  3. Schönberg
3. Mecklenburg-Strelitz
4. In Oldenburg
  1. Brake
5. Lauenburg
6. Lübeck
7. Bremen
8. Hamburg met:
  1. Altona
9. De volgende delen van Baden:
  1. Reichenau
  2. Büsingen
  3. Büttenharter Hof
  4. Jestetten met:
    1. Flachshof
    2. Gunzenrieder-Hof
    3. Reutehof
    4. Lottstetten met: 
      1. Balm

    5. Dietenberg
    6. Nack
    7. Locherhof
    8. Volkenbach

  5. Dettighofen met: 
    1. Häuserhof
    2. Altenburg
    3. Baltersweil
    4. Berwangen
    5. Albführerhof bij Weisweil